# Lasz Bela

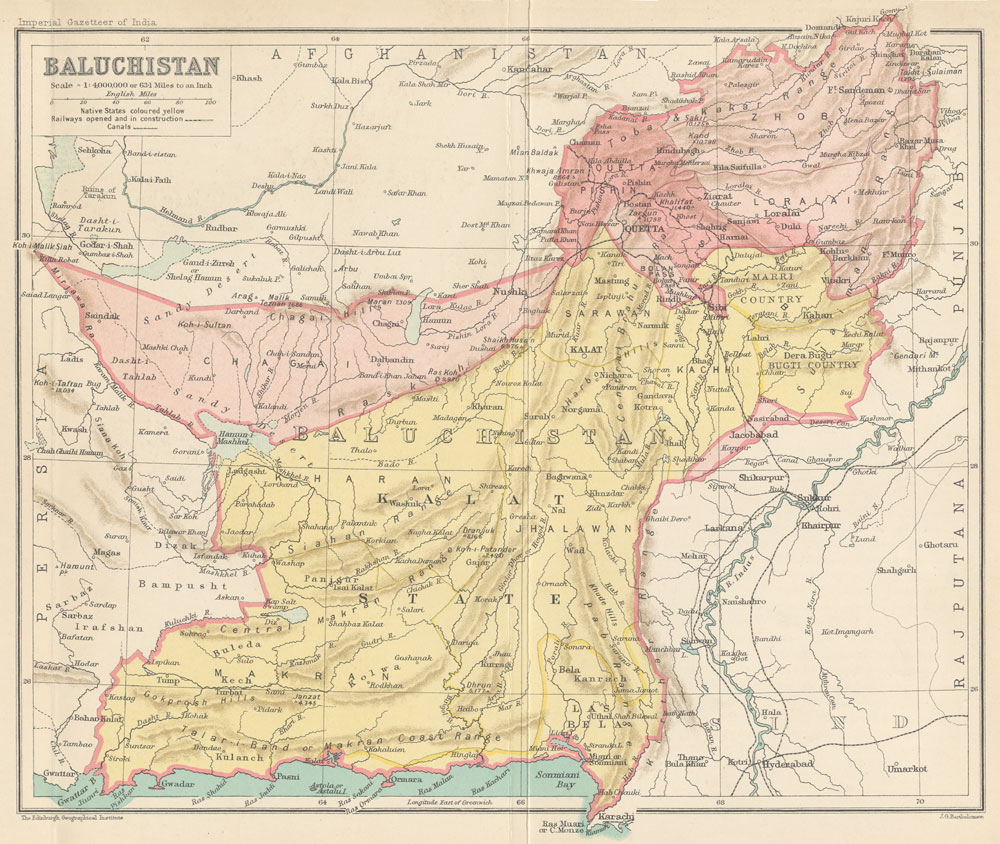
A Beludzsisztáni ügynökség térképe

Lasz Bela (Urdu: ریاست لسبیلہ) egy hercegi állam volt, amely Brit India csatlósa volt (később Pakisztán hercegi állama), amely 1955-ig létezett. Az állam területe 18 254 km² volt, Beludzsisztán délkeleti csücskében helyezkedett el, és délen kiterjedt tengerparttal rendelkezett az Arab-tenger mentén. Lasz Belát északon és nyugaton Kalat, illetve Makrán fejedelmi államok határolták. Tőle keletre terült el Sind tartomány, délkeletre pedig a Szövetségi Főváros területe Karacsi város körül.

## Történelem
Lasz Bela államot 1742-ben alapította I. Dzsam Ali kán. Leszármazottai uralkodtak Lasz Belában 1955-ig, amikor az állam része lett Nyugat-Pakisztánnak. Gulám Kadir kán, Lasz Bela utolsó dzsamja a csatlakozási nyilatkozat aláírásakor ezt a nyilatkozatot tette:
Történelmi szálak kötnek bennünket Szindhez és a legerősebb kulturális kötelékek a tartományhoz. Polgáraink elfogadták Dzsinnah száhibot, mint az új moszlim haza vezetőjét, és a Pakisztánhoz való csatlakozás mellett döntöttek.
1952. október 3. és 1955. október 14. között Lasz Bela a Beludzsi államszövetség része volt, de megtartotta belső autonómiáját. 1955-ben, Lasz Belát beolvasztották az új tartományba Nyugat-Pakisztánba és Kalat alá tartozott. 1962-ben Lasz Bela területét elválasztották Kalattól és a korábbi Szövetségi Fővárosi Területhez csatolták, így megalakult Karachi-Bela. Amikor a tartományi rendszer 1970-ben ismét megváltozott, Lasz Bela része lett Beludzsisztán tartománynak.

## Demográfia
Lasz Bela fő etnikai csoportjai a beludzs és a szindi. A lakosság főként moszlim volt, de egy kis létszámú hindu közösség is.

## Földrajz és éghajlat
Lasz Belának forró, száraz, trópusi, sivatagi éghajlata van. Az ország a Ráktérítőtől pár fokkal északra helyezkedik el. A tengeri szélnek köszönhetően éghajlata kevésbé szélsőséges, mint a belföldi Beludzsisztánnak, ahol 50 °C (122 °F) is lehet a nyáron.

## Uralkodók
Lasz Bela örökletes uralkodói a dzsam szahib címet viselték. A Szamma-dinasztia vezette be a dzsam címet, ami a király vagy szultán helyi megfelelője volt.
| Hivatali idő                   | Las Bela dzsamjai                      |
| ------------------------------ | -------------------------------------- |
| 1742-1765                      | Dzsam Ali kán - (vezetékneve Kathuria) |
| 1765-1776                      | Dzsam Gulám sah                        |
| 1776-1818                      | Mir kán -                              |
| 1818-1830                      | II. Ali kán                            |
| 1830-1869                      | II. Mir kán (CIE, KCIE) (első ízben)   |
| 1869-1886                      | Sir III. Ali kán (KCIE) (első ízben)   |
| 1886 - 1888. január 21.        | II. Uram Mir kán KCIE) (2. ízben)      |
| 1888. január 21. - 1896 májusa | Sir III. Ali kán (2. ízben)            |
| 1896 májusa - 1921 márciusa    | Kamal kán (CIE)                        |
| 1921 márciusa - 1937           | Gulám Mohamed kán (GCIE)               |
| 1937 - 1955. október 14.       | Gulám Kadir kán (CIE)                  |
| 1955. október 14.              | Lasz Bela állam megszűnt               |

A hercegi állam megszűnése után is voltak előkelő tagjai a családnak, mint:
- Dzsam Gulám Kadir kán Beludzsisztán tartomány egykori miniszterelnöke.
- Dzsam Mohamed Juszef Beludzsisztán tartomány egykori miniszterelnöke.
- Dzsam Ali Akbár herceg Beludzsisztáni tartomány egykori tartományi minisztere.
- Dzsam Kamal kán herceg Pakisztán minisztere (SSG)

## Fordítás
Ez a szócikk részben vagy egészben  a   Las Bela (princely state) című angol Wikipédia-szócikk fordításán alapul.  Az eredeti cikk szerkesztőit annak laptörténete sorolja fel. Ez a jelzés csupán a megfogalmazás eredetét és a szerzői jogokat jelzi, nem szolgál a cikkben szereplő információk forrásmegjelöléseként.